# Підсінне
Підсінне — колишнє село, входило до складу Переяслав-Хмельницького району Київської області. Зникло у зв'язку із затопленням Канівського водосховища

## З історії

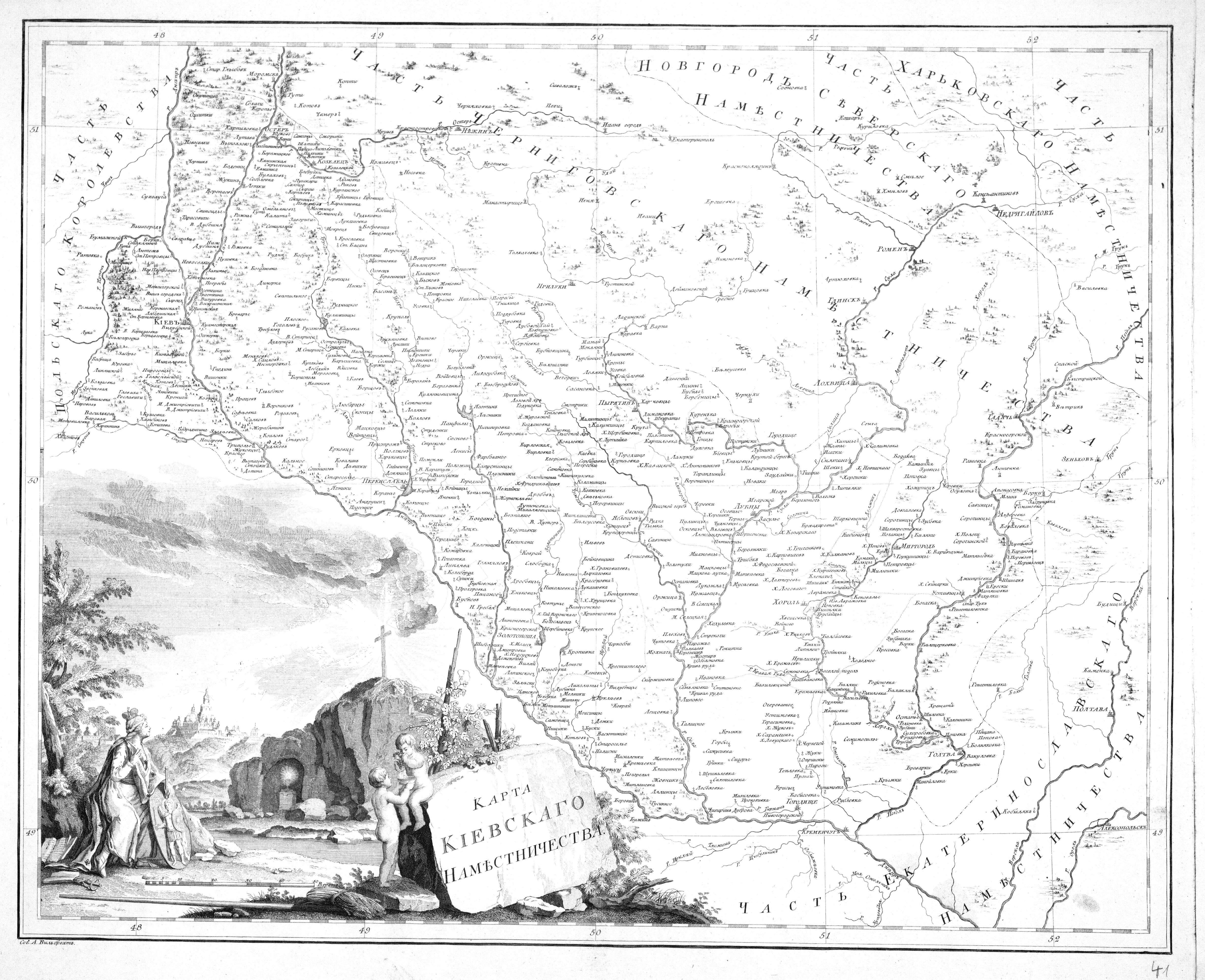
Карта Київського намісництва на якій також відображено Підсінне (Подсенное) попід Дніпром, 1792 р.

За часів козаччини Підсінне належало до Трахтемирівської сотні Канівського та пізніше Переяславського полку
Є сповідний роспис цього села від 1751 року.
За описом Київського намісництва 1781 року село відносилось до Переяславського повіту цього намісництва, і у ньому нараховувалось 76 хат виборних козаків, козаків підпомічників, посполитих, різночинських і козацьких підсусідків.
За книгою Київського намісництва 1787 року у селі проживало 245 душ. Було у володінні різного звання «казених людей», козаків і власника бунчукового товариша Федора Гриневича.
З ліквідацією Київського намісництва, село у складі Переяславського повіту перейшло до Полтавської губернії.
У 1880 році Підсінне увійшли у Ковалинську волость (пізніше стала Єрковецькою) Переяславського повіту.
У 1930 році в с. Підсінне був створений колгосп ім. Шевченка. До 1932 року село налічувало 233 двори, де мешкало 1157 чоловік (разом з хутором Кошари).
Загальна кількість померлих під час Голодомору за даними обласного архіву близько 250 чоловік, встановлено поіменно — 39 чоловік.
Починаючи з 13 лютого 1960 року відповідно до рішення виконавчого комітету Київської обласної ради депутатів трудящих № 83 «Про зміни в адміністративнотериторіальному поділі» Підсінне підпорядковувалось Стовп'язькій сільській раді.
3 грудня 1973 р. видано рішення виконавчого комітету Київської обласної ради депутатів трудящих № 628 «Про зміни в адміністративнотериторіальному поділі деяких районів області» Підсінне опинилося у списку сіл на виключення з облікових даних «у зв'язку з переселенням жителів».
Невдовзі село було затоплено водами Канівським водосховищем. Жителям було надано можливість переселитися на вибір або у місті Переяслав або ж у найближчих селах району. Багато підсіннян зрештою оселилася у селі Дівички, де для цього було створено кілька нових вулиць. Тривалий час нова частина села Дівички також називалась Підсінне.